# 첫사랑 (2003년 드라마)
《첫사랑》은 2003년 8월 2일부터 2003년 9월 28일까지 방영된 SBS 주말 특별기획 드라마이다. 방영 전의 캐스팅 문제,로 어려움을 겪었고 결국 시청률이 10~12%대에 머물자 조기종영되는 수모를 당했다.

## 줄거리
강산대학교 조소과 교수 준희는 맺어지지 못한 첫사랑의 아픔을 간직한 채 오랫동안 자신을 좋아해온 서경이와 결혼하지만 첫사랑을 닮은 제자 희수와 운명적 사랑에 빠지게 된다.

## 등장 인물

### 주요 인물
- 신성우 : 이준희 역

강산대학교 조소과 89학번. 현재 강산대학교 겸임교수로 근무하고 있다. 밝고 따뜻한 마음을 가졌지만 애정 표현에는 서툴다. 스무살 때 같은 학과선배 은영이와 첫사랑을 겪었지만 그녀가 사라지고 난 상처로 아픔을 겪다가 유학을 다녀왔다. 자신만을 바라보던 서경이와 결혼을 약속하지만 희수 때문에 심하게 흔들린다.
- 조안 : 오희수 역

강산대학교 조소과 02학번. 희로애락이 고스란히 얼굴에 드러나고 사랑하는 사람을 두고 감정의 줄다리기는 할 줄 모르는 사랑스러운 여대생.
- 조현재 : 한영우 역

같은학교 조소과 02학번. 입학식날부터 희수에게 빠졌지만 마음을 드러내지 못하고 가슴앓이만 한다. 멀리서, 몰래, 희수의 모습을 담느라 시작한 사진찍기가 아르바이트가 되고 결국 사진작가가 된다.
- 김지수 : 윤서경 역

같은학교 건축학과 교수. 15년 가까이 한 남자를 바라본 순정파. 그런 그가 이제야 내 남자가 되는가 싶었는데 어린 여자와 다시 사랑에 빠지자 절망한다.

### 그 외 인물
- 류수영 : 황형준 역
- 옥지영 : 심은지 역
- 선우재덕 : 고동탁 역
- 변정수 : 홍영자 역
- 강원 : 고진석 역
- 김병기 : 서경 부 역
- 박정수 : 서경 모 역
- 송옥숙 : 희수 모 역
- 최유정 : 장은영 역
- 김동욱
- 강태엽 : 현성 역
- 김태정

## 결방
- 2003년 9월 13일 : 추석특선영화 달마야 놀자 편성으로 결방
- 2003년 9월 14일 : 추석특선영화 미녀 삼총사 편성으로 결방

## 수상
- 2003년 SBS 연기대상 뉴스타상 조현재

## 참고 사항
- 극중 이준희 역을 맡은 신성우는 위풍당당 그녀가 종영한지 4개월 만에 출연하는 작품이기도 하다
- 해당 드라마 OST는 극중 이준희 역을 맡았던 신성우가 참여하였다